# Nadzsrán tartomány

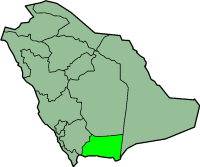
Nadzsrán tartomány elhelyezkedése Szaúd-Arábián belül

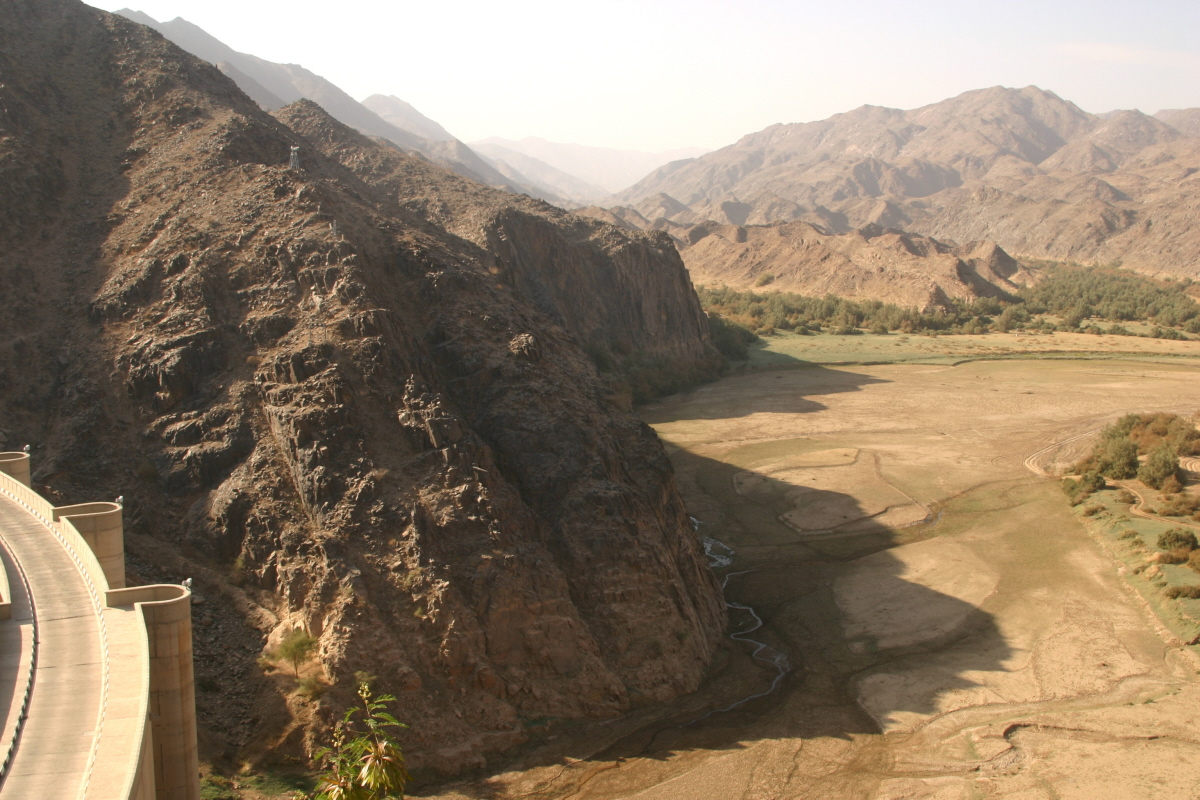
Nadzsráni táj

Nadzsrán tartomány (arabul منطقة نجران [Minṭaqat Naǧrān]) Szaúd-Arábia tizenhárom tartományának egyike. Az ország déli részén fekszik. Északon Rijád tartomány, keleten a Keleti tartomány, délen Jemen, nyugaton pedig Aszír tartomány határolja. Székhelye Nadzsrán városa. Területe 149 511 km², népessége a 2004-es népszámlálási adatok szerint 419 457 fő. Kormányzója Masaal bin Abdalláh bin Abd al-Azíz Ál Szuúd herceg.

## Fordítás
Ez a szócikk részben vagy egészben  a   Liste der Provinzen Saudi-Arabiens című német Wikipédia-szócikk ezen változatának fordításán alapul.  Az eredeti cikk szerkesztőit annak laptörténete sorolja fel. Ez a jelzés csupán a megfogalmazás eredetét és a szerzői jogokat jelzi, nem szolgál a cikkben szereplő információk forrásmegjelöléseként.